# Anoplodactylus neglectus
Anoplodactylus neglectus är en havsspindelart som beskrevs av Hoek, P.P.C. 1898. Anoplodactylus neglectus ingår i släktet Anoplodactylus och familjen Phoxichilidiidae. Inga underarter finns listade i Catalogue of Life.